# Каселаан, Мари-Леэн
 Ма́ри-Ле́эн Ка́селаан  (эст. Mari-Leen Kaselaan  , род. 2 декабря 1987 в Тарту) — эстонская поп-певица, представлявшая Эстонию на конкурсе песни «Евровидение» в составе группы Suntribe в 2005 году. Известна также под своим псевдонимом Mari-Leen.

## Биография
Окончила музыкальную школу Эльва, где она играет на скрипке и училась в музыкальной студии Эльва и музыкальной школы имени Урселя Оя Юленурме.

## Карьера
Её музыкальная карьера началась в рамках группы Ekvivalent, но её прорыв произошёл благодаря конкурсу, проводимому эстонской радиостанцией Skyplus, в котором Мари-Леэн вышла в финал. Тем не менее, она стала известна среди эстонской общественности в качестве одной из участниц эстонской поп-группы Suntribe. С Suntribe она представляла Эстонию на Евровидении 2005 с песней «Let’s Get Loud».
Мари-Леэн начала сольную карьеру с кавер-версии хита финской группы Dingo «Levoton Tuhkimo», в эстонскоязычной версии получившей название «Rahutu Tuhkatriinu» (то есть «Беспокойная Золушка»). После того, как первый сингл добрался до первого места эстонских хит-парадов, Мари-Леэн снова возглавила эстонский хит-парады с её первым сольным альбом Rahutu Tuhkatriinu, спродюсированным и написанным Свеном Лыхмусом в декабре 2006 года.
В декабре 2011 года Мари-Леэн заявила, что устала от своей музыкальной карьеры, поэтому решила взять паузу.

## Награды
- Радио 2 Aastahitt «Лучший дебют» (2006)
- Эстонский Music Awards «Новичок года» (2006)
- Ежегодная премия эстонской поп-музыки (Eesti Popmuusika Aastaauhinnad):
  - «Лучшая певица» (2007)[2]
  - «Новичок года» (2007)[2]

## Достижения
- Eurolaul (2005) 1 место (в составе группы Suntribe)

## Дискография

### Альбомы
1. Rahutu Tuhkatriinu (2006)
2. 1987 (2008)

### Синглы
- «Rahutu Tuhkatriinu» (2006)
- Suure Linna Inglid" (2006)
- «Kiirteel» (2007)
- «Õpetaja» (2007)
- «13 Ja Reede» (2007)
- «Printsess» (2008)
- «1987» (2008)
- «Elektrisinises» (2008)
- «Torm» (2009)